# MÁV-Baureihe M28
Die MÁV-Baureihe M28 der Ungarischen Staatsbahn (MÁV) ist eine 1955 entwickelte zweiachsige Verschub-Diesellokomotive, die in 21 Exemplaren für die MÁV und in etwa 75 Exemplaren für private Betreiber produziert wurde.

## Geschichte
Diese Baureihe entstand für den leichten Verschubdienst, um im Verschub den Dampflokbetrieb in Bahnbetriebswerken abzulösen und kleinere Schleppleistungen im Zustellverkehr durchzuführen.
Sie hatten die Werksbezeichnungen Rába M 030, M 033 oder M 051. Sämtliche Varianten wurden unter der MÁV–Reihe M 28 oder A 21 für private Betreiber zusammengefasst. Sie unterschieden sich in der Motorausstattung, der Ausstattung mit mechanischem oder hydraulischem Antrieb und geringen äußeren Maßabweichungen. Die angegebenen technischen Daten entsprechen der Rába-Reihe M 030.
Sie sind zum großen Teil noch heute in Betrieb. Sie erhielten vom Fahrpersonal den Spitznamen „Rosine“.

## Technische Beschreibung
Alle Varianten besitzen einen Endführerstand, vor dem unter einem Vorbau die Maschinenanlage untergebracht ist.
Bei der Reihe M 030 bestand der Antriebsmotor aus einem Sechszylinder-Viertakt-Dieselmotor in Reihenanordnung mit unterer Nockenwelle und kipphebelbetätigten Hängeventilen. Dieser trieb durch eine Kardanwelle das mit dem Wendegetriebe verbundene Wechselgetriebe der Lokomotive an. Bei diesem standen die Stirnräder ständig im Eingriff, die Kraftübertragung wurde durch Reibungskupplungen pneumatisch hergestellt. Ihm schloss sich die Antriebseinheit, bestehend aus Blindwelle, Treibstangen und Antriebsrädern, an.
Die Lokomotiven der Reihe M 051 besaßen eine dieselhydraulische Kraftübertragung. Die Höchstgeschwindigkeit dieser Lokomotiven betrug 50 km/h.